# Amy Tryon
Amy Tryon (Redmond, 24 de febrero de 1970–Seattle, 12 de abril de 2012) fue una jinete estadounidense que compitió en la modalidad de concurso completo.
Participó en dos Juegos Olímpicos de Verano, obteniendo una medalla de bronce en Atenas 2004, en la prueba por equipos (junto con Kimberly Severson, Darren Chiacchia, John Williams y Julie Richards).
Ganó dos medallas en el Campeonato Mundial de Concurso Completo, oro en 2002 y bronce en 2006.

## Palmarés internacional
| Juegos Olímpicos   | Juegos Olímpicos              | Juegos Olímpicos  | Juegos Olímpicos |
| Año                | Lugar                         | Medalla           | Categoría        |
| ------------------ | ----------------------------- | ----------------- | ---------------- |
| 2004               | Atenas (Grecia)               | Medalla de bronce | Por equipos      |
| Campeonato Mundial |                               |                   |                  |
| Año                | Lugar                         | Medalla           | Categoría        |
| 2002               | Jerez de la Frontera (España) | Medalla de oro    | Por equipos      |
| 2006               | Aquisgrán (Alemania)          | Medalla de bronce | Individual       |